# 雪谷大塚町
雪谷大塚町（ゆきがやおおつかまち）は、東京都大田区の町名。丁番を持たない単独町名である。住居表示実施済区域。

## 地理
大田区の北西部に位置する。北部は世田谷区東玉川・大田区石川町に接する。東部から南部は中原街道に接し、これを境に大田区南雪谷に接する。西部は環八通り（東京都道311号環状八号線）に接しこれを境に、大田区田園調布に接する。町域内を中原街道を始点として自由通りが南北に通っている。
町は雪が谷大塚駅の西に拡がり、比較的狭い町内に税務署、消防署、区地域行政センターなど、公共施設が集中して存在している。そして中原街道沿いには駅近くに銀行・信用金庫の支店、東急ストアなどが商店の列に混じって立ち並び、さらに東に街道に面してアルプスアルパインの本社がある。その他の町内は日銀社宅団地や多数のマンションはあるが、概して一戸建てを主体とした住宅地となっている。

### 地価
住宅地の地価は、2025年（令和7年）1月1日の公示地価によれば、雪谷大塚町13-9の地点で61万7000円/m2となっている。

## 歴史
かつては荏原郡鵜の木村の飛び地で「字大塚」といった。1932年の東京市編入で「調布大塚町」となり、1962年の住居表示実施に伴い「雪谷大塚町」と改めた。

### 地名の由来
「大塚」の名称は町域内に鵜木大塚古墳があることによる。鵜木大塚古墳は、大田区立調布大塚小学校の北西隣にあり、1930年（昭和5年）に東京府史跡に指定された古墳である（現・「都旧跡」）。それは高さ6メートル、直径27メートルの円墳で、原形が比較的よく保存されている。現在はその南隅がかき落とされて、そこに稲荷社が造営されている。

### 沿革
- かつては荏原郡鵜ノ木村の飛び地で字大塚と称した。
- 1889年（明治22年）：町村制の実施に伴い、鵜ノ木村は上沼部村、下沼部村、峰村と合併して調布村を新設した。　そこでこの地は「荏原郡調布村大字鵜ノ木字大塚」となった。
- 1927年（昭和2年）：域内に池上線「調布大塚駅」開業。
- 1928年（昭和3年）：調布村は町制をしいて東調布町となり、この地は「荏原郡東調布町大字鵜ノ木字大塚」となった。
- 1932年（昭和7年）：荏原郡は東京市に編入、この地は「東京市大森区調布大塚町」となった。
- 1933年（昭和8年）：調布大塚駅が隣の雪ヶ谷駅に統合され、現在の雪が谷大塚駅の地点に移設されて、その名がなくなった。
- 1941年（昭和16年）：調布大塚尋常小学校創設。
- 1943年（昭和18年）：東京都制実施。
- 1947年（昭和22年）：大森区は蒲田区と合併して「大田区」となり、この地は「東京都大田区調布大塚町」となった。
- 1962年（昭和37年）：住居表示実施に伴い、名称を「雪谷大塚町」と改めた。また町域のうち中原街道の南側を南雪谷に、環状八号線の用地買収に伴い西側に取り残された区域を田園調布に編入して、現在の町域になった。

## 世帯数と人口
2024年（令和6年）4月1日現在（東京都発表）の世帯数と人口は以下の通りである。
- 世帯数 : 1,460世帯
- 人口 : 2,644人

### 人口の変遷
国勢調査による人口の推移。
| 年                 | 人口  |
| ------------------ | ----- |
| 1995年（平成7年）  | 2,204 |
| 2000年（平成12年） | 2,211 |
| 2005年（平成17年） | 2,214 |
| 2010年（平成22年） | 2,110 |
| 2015年（平成27年） | 2,399 |
| 2020年（令和2年）  | 2,590 |

### 世帯数の変遷
国勢調査による世帯数の推移。
| 年                 | 世帯数 |
| ------------------ | ------ |
| 1995年（平成7年）  | 945    |
| 2000年（平成12年） | 965    |
| 2005年（平成17年） | 1,025  |
| 2010年（平成22年） | 1,021  |
| 2015年（平成27年） | 1,180  |
| 2020年（令和2年）  | 1,282  |

## 学区
区立小・中学校に通う場合、学区は以下の通りとなる（2023年3月時点）。
| 番地    | 小学校                 | 中学校               |
| ------- | ---------------------- | -------------------- |
| 1番     | 大田区立洗足池小学校   | 大田区立石川台中学校 |
| 2〜23番 | 大田区立調布大塚小学校 | 大田区立石川台中学校 |

## 事業所
2021年（令和3年）現在の経済センサス調査による事業所数と従業員数は以下の通りである。
- 事業所数 : 119事業所
- 従業員数 : 2,382人

### 事業者数の変遷
経済センサスによる事業所数の推移。
| 年                 | 事業者数 |
| ------------------ | -------- |
| 2016年（平成28年） | 113      |
| 2021年（令和3年）  | 119      |

### 従業員数の変遷
経済センサスによる従業員数の推移。
| 年                 | 従業員数 |
| ------------------ | -------- |
| 2016年（平成28年） | 2,123    |
| 2021年（令和3年）  | 2,382    |

## 交通
町域内に鉄道駅はないが、東部沿いの中原街道すぐのところに東急池上線・雪が谷大塚駅があり、多く利用されている。他にバスの便もある。

## 施設
雪谷大塚町は雪ヶ谷と田園調布とに挟まれているため、雪谷大塚町にありながら名称に「雪谷」（「雪ヶ谷」、「雪が谷」）や「田園調布」を冠した施設が多い。
- 雪谷税務署
- 田園調布消防署
- 東京都下水道局南部下水道事務所
- 大田区大田西地域行政センター
- 大田区立調布大塚小学校
- 大田区立ふくし公園
- 東京電力田園調布変電所
- 三井住友銀行雪ヶ谷支店
- 城南信用金庫雪ヶ谷支店
- 芝信用金庫雪が谷支店
- アルプスアルパイン本社
- 東急ストア雪が谷店

### かつて存在した施設
- 東京都中央卸売市場荏原市場調布分場

現在の田園調布消防署、東京都下水道局南部下水道事務所の敷地には、1970年代初頭まで上記の青果市場があった。1955年に荏原分場調布配給所として業務を開始し、約6700平方メートルの大規模な施設であったが、市場機能の強化と、環状八号線の用地買収による官公庁施設の再配置のため、1972年に新設の世田谷市場に統合された。

## その他

### 日本郵便
- 郵便番号 : 145-0067[2]（集配局 : 田園調布郵便局[15]）。